# Überanger Mark – Hinkesforst
Das Naturschutzgebiet Überanger Mark – Hinkesforst liegt auf dem Gebiet der Stadt Ratingen im Kreis Mettmann in Nordrhein-Westfalen. Das Gebiet erstreckt sich südwestlich von Lintorf, westlich der A52 und nördlich von Tiefenbroich.

## Beschreibung
Laut Informationssystem des Landesamtes für Natur, Umwelt und Verbraucherschutz in NRW handelt es sich

„um einen Waldkomplex mit Resten von alten Buchen- und Eichenwäldern im Ostteil, und einer Naturwaldzelle mit einem alten Eichen-Hainbuchenwald am Südrand sowie artenreichen Eschenmischwäldern im Westteil. Regional bedeutsam aufgrund der Naturwaldzelle mit alten repräsentativen, naturraumtypischen Eichen-Hainbuchenwäldern u.a. mit alten Flatterulmenbeständen. Daneben sind vor allem die Buchen- und Eichenbestände im starken Baumholz-, lokal auch im Altholzalter mit starkem stehendem und liegendem Totholz von hoher Bedeutung für das NSG. Auch innerhalb des Eschenmischwaldes stocken alte Flatterulmen. Der Wald stockt auf grundwassergeprägten Gley- bzw. Podsolgleyböden aus Flugsand. Hohe Anteile von u.a. Brombeere das in Teilbereichen Fehlen Feuchtezeigern weisen auf Grundwasserabsenkungen hin. Wichtiger Waldtrittsteinbiotop am Ostrand der Rheinaue, der lokal noch Naturwaldcharakter aufweist. Erhaltung des Eichen-Hainbuchenwaldes im Bereich der Naturwaldzelle durch Überlassen der Sukzession und Aufnahme einer östlich angrenzenden Eichen-Hainbuchenwaldfläche in die Naturwaldzelle. Erhaltung und Entwicklung eines Waldkomplexes durch naturnahe Waldbewirtschaftung, insbesondere Erhaltung und Förderung von Alt- und Totholz sowie Umwandlung der nicht bodenständigen Hybrid-Pappel-, Lärchen- und Roteichenbestände in Buchen-, Eichen- oder Eichen-Hainbuchenbestände.“

## Bedeutung
Teilbereiche des Naturschutzgebietes liegen im FFH-Gebiet „Überanger Mark“ und sind somit in das Natura 2000 Biotopnetz einbezogen. Gemäß FFH-Richtlinie kommt dem Schutz des Lebensraumtyps Stieleichen-Hainbuchenwald überregionale Bedeutung zu, ebenso dem Schutz und Förderung des im Gebiet brütenden Mittelspechtes laut Vogelschutzrichtlinie.
Darüber hinaus gibt es im Gebiet Pflanzengesellschaften, die laut Roter Liste gefährdet sind:
- der stark gefährdete Flattergras-Buchenwald sowie
- der regional gefährdete Sternmieren-Stieleichen-Hainbuchenwald. Erwähnt werden sollte auch das Vorkommen von gefährdeten Tier- und Pflanzenarten, wie Kleinspecht, Goldammer, Flatterulme, Mispel, Sumpf-Helmkraut und Geflügeltes Johanniskraut.

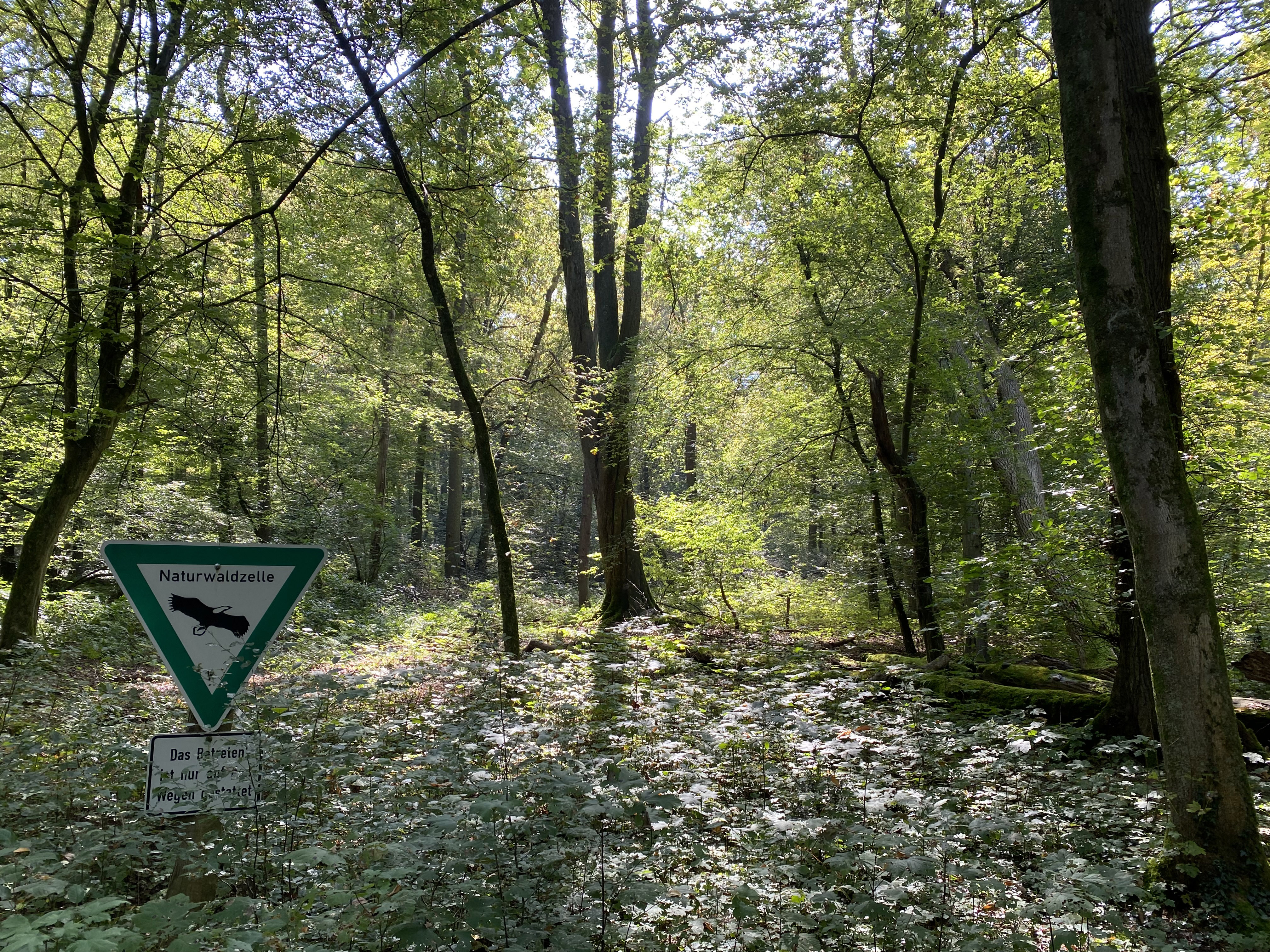
Naturwaldzelle
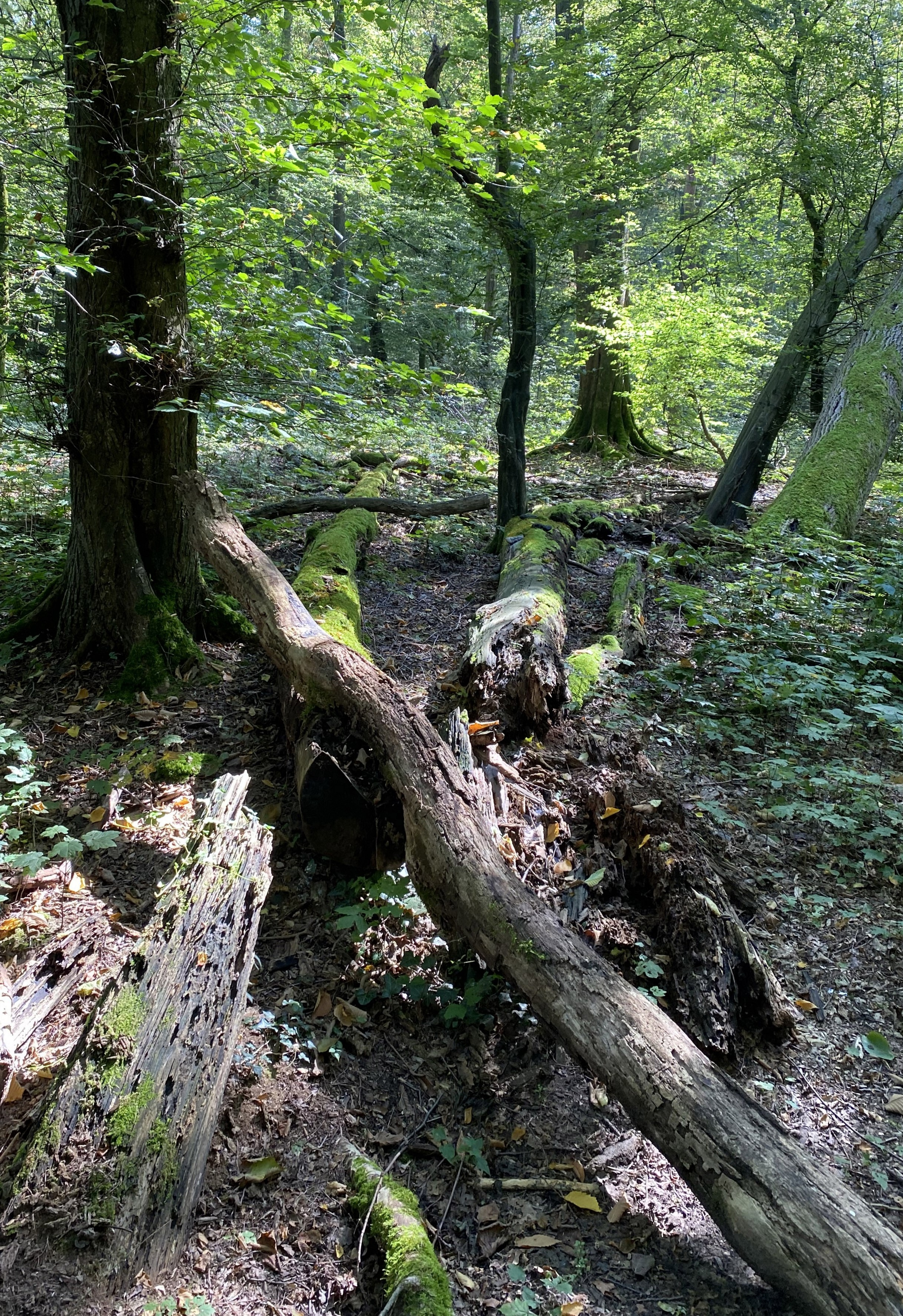
Totholz - wichtig für Insekten und Vögel
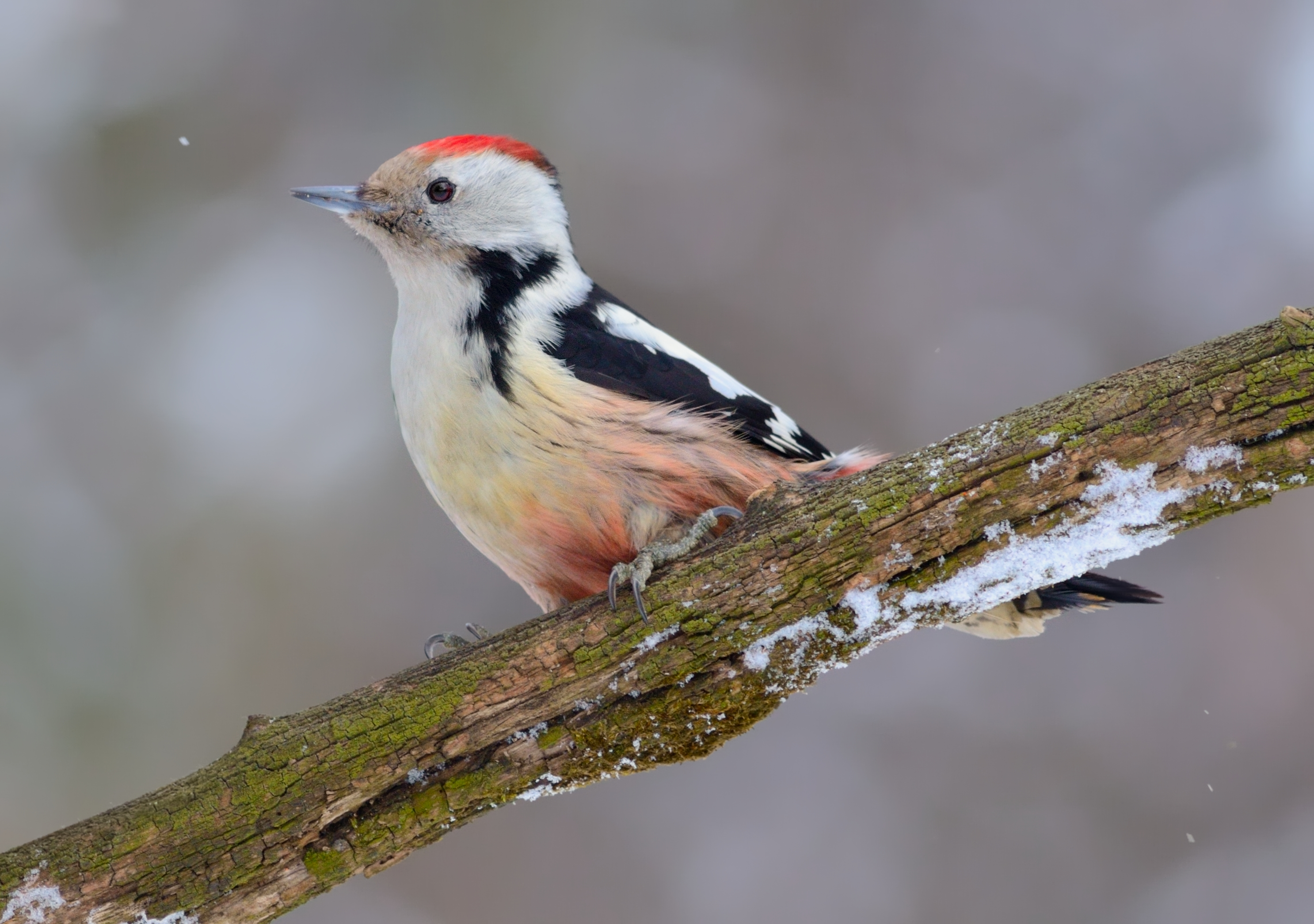
Mittelspecht
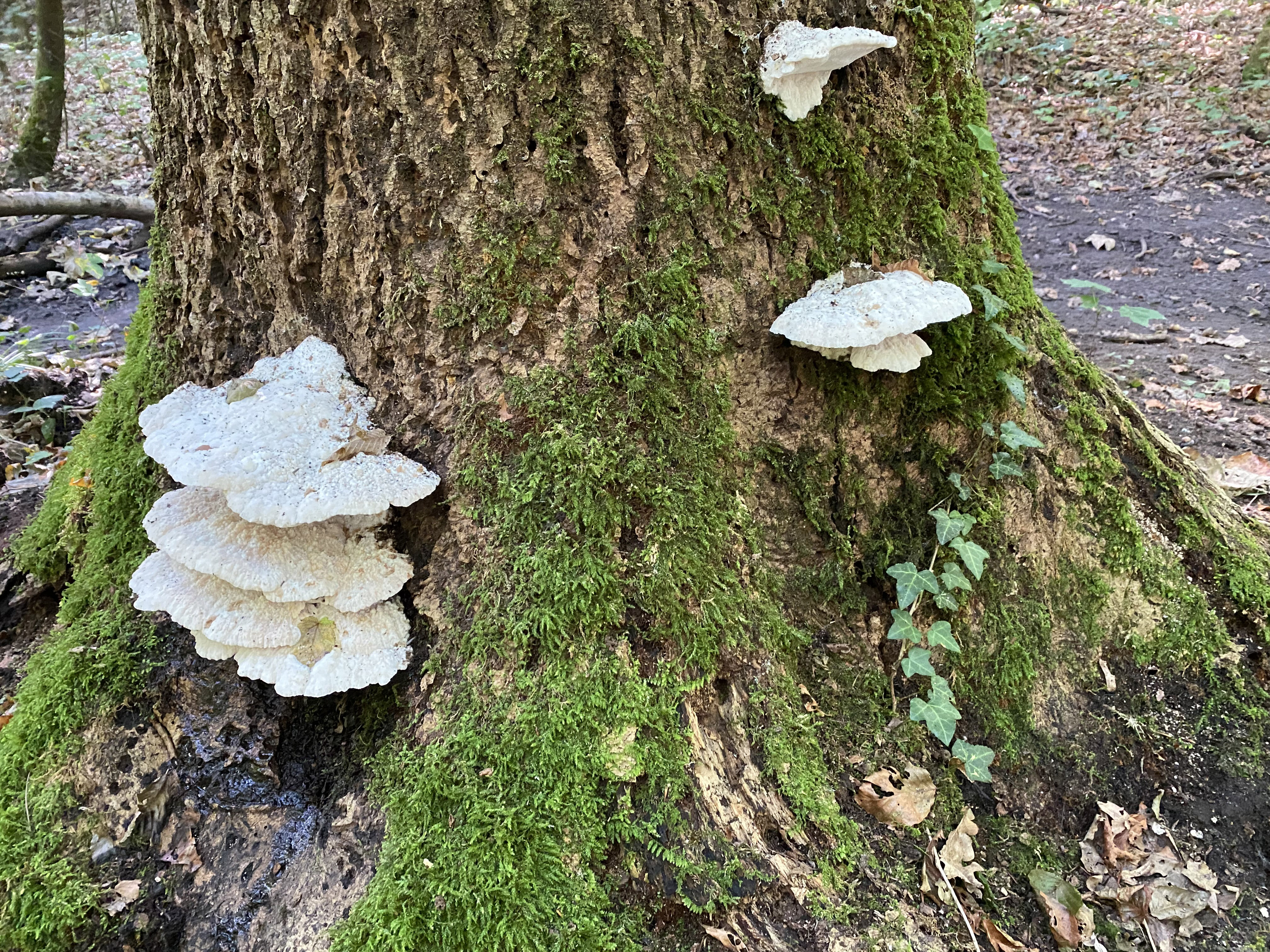
Pilze erfüllen wichtige Funktionen im Wald
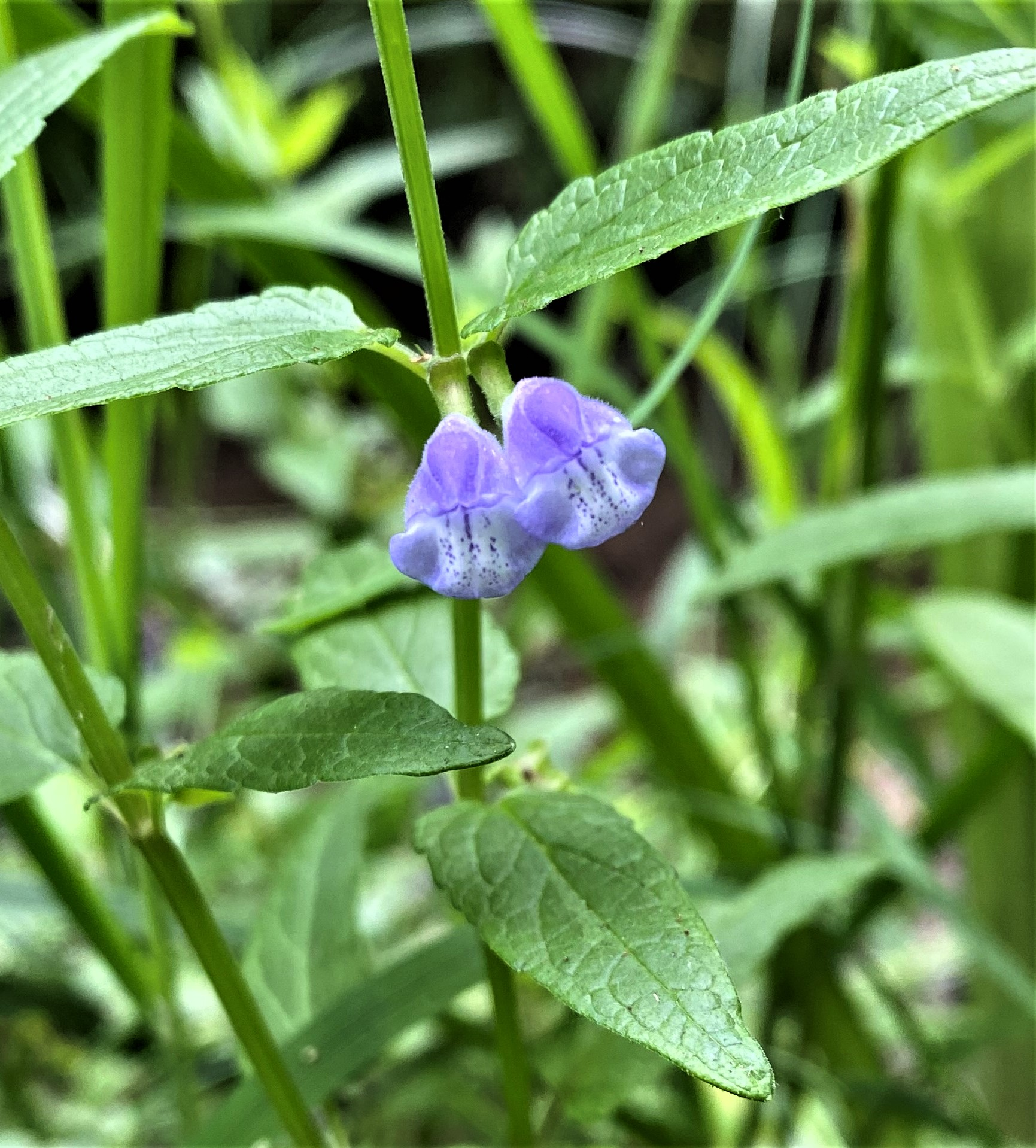
Sumpf-Helmkraut
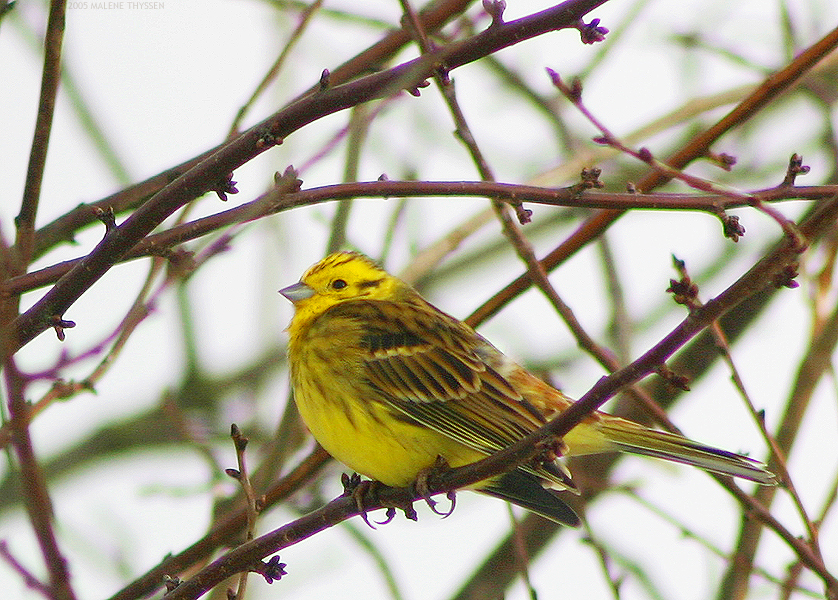
Goldammer
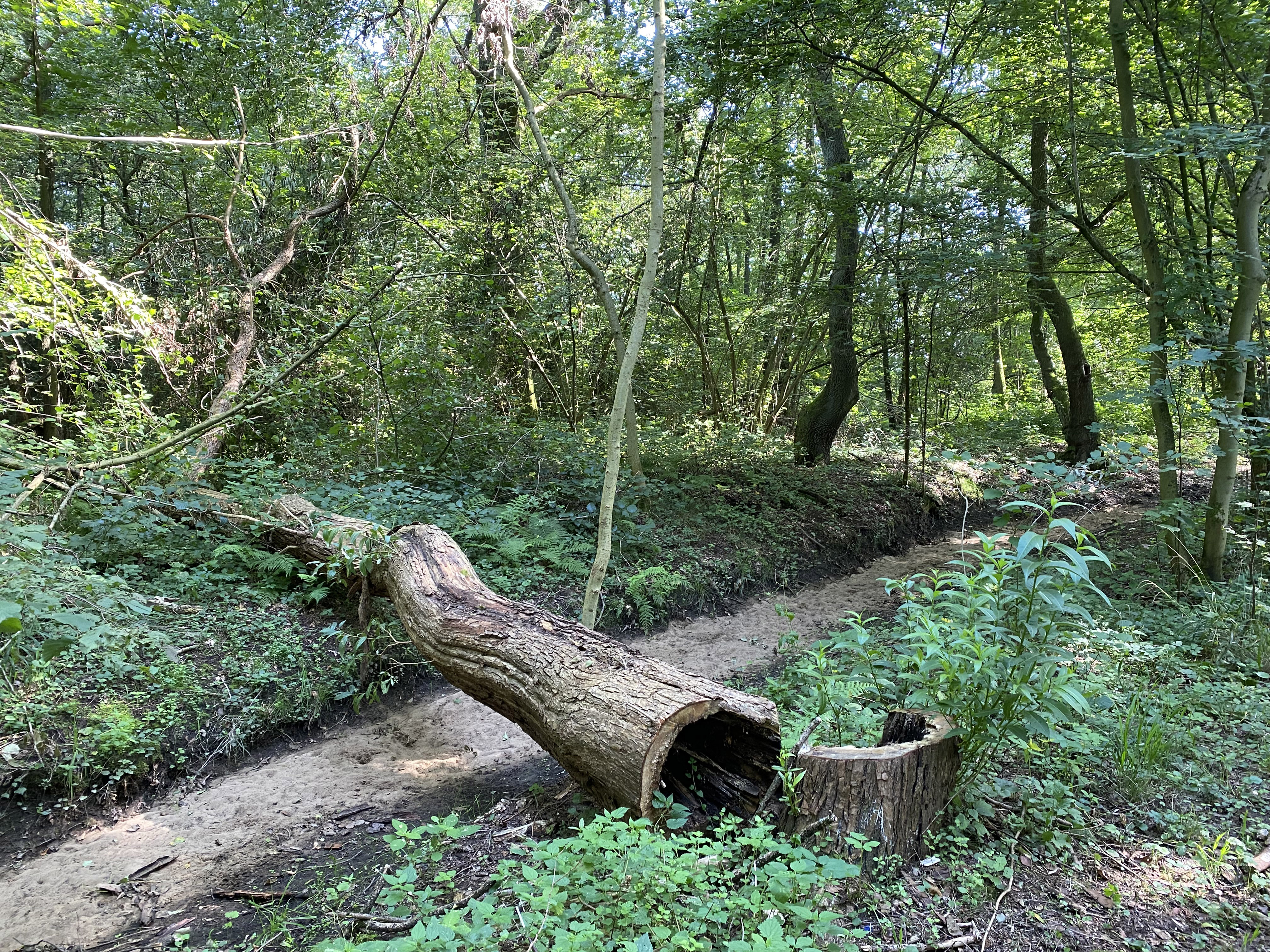
hohler, umgestürzter Baum über dem Sandbett des trockenen Hinkesforstgrabens
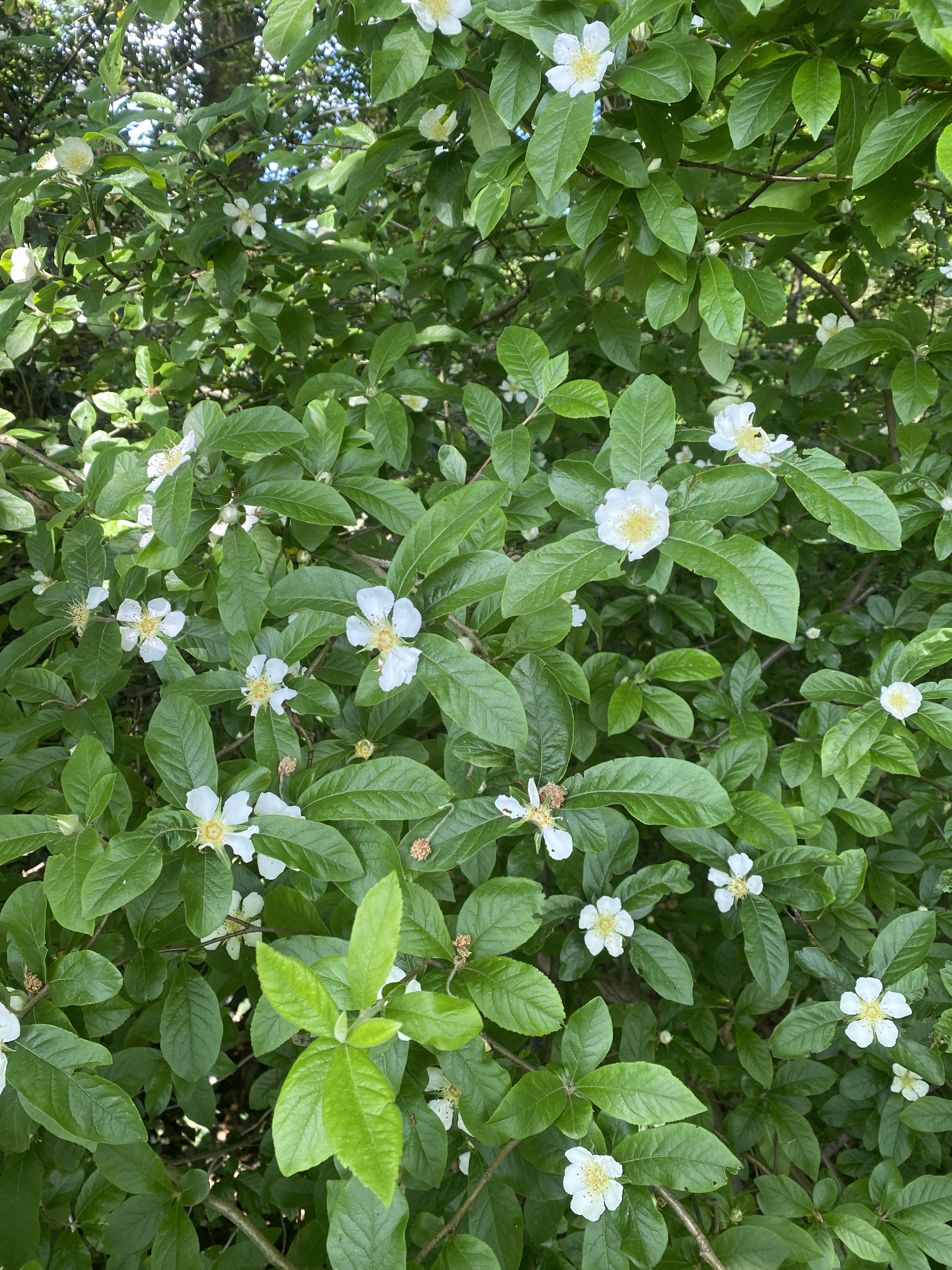
Deutsche Mispel
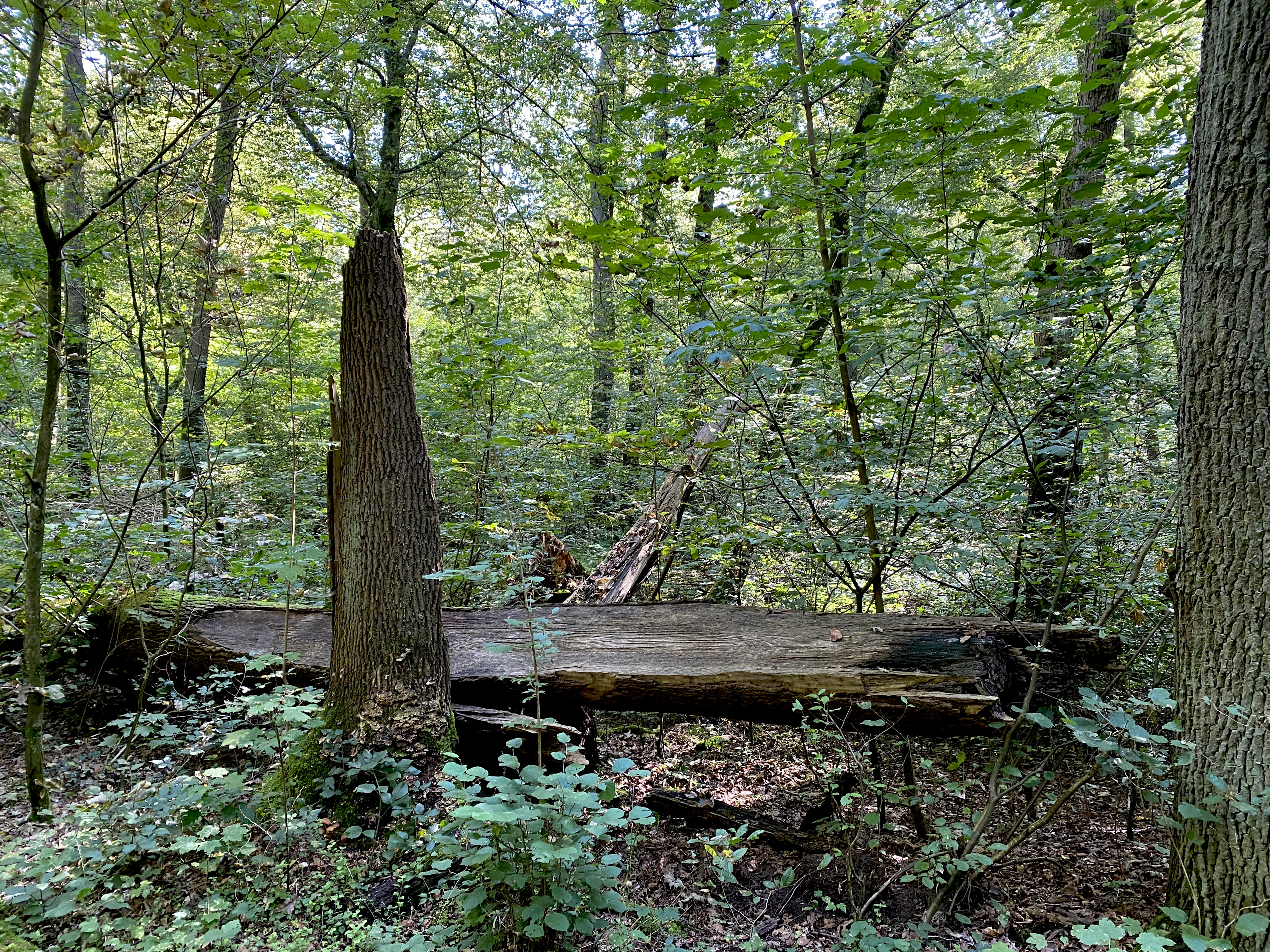
Totholz
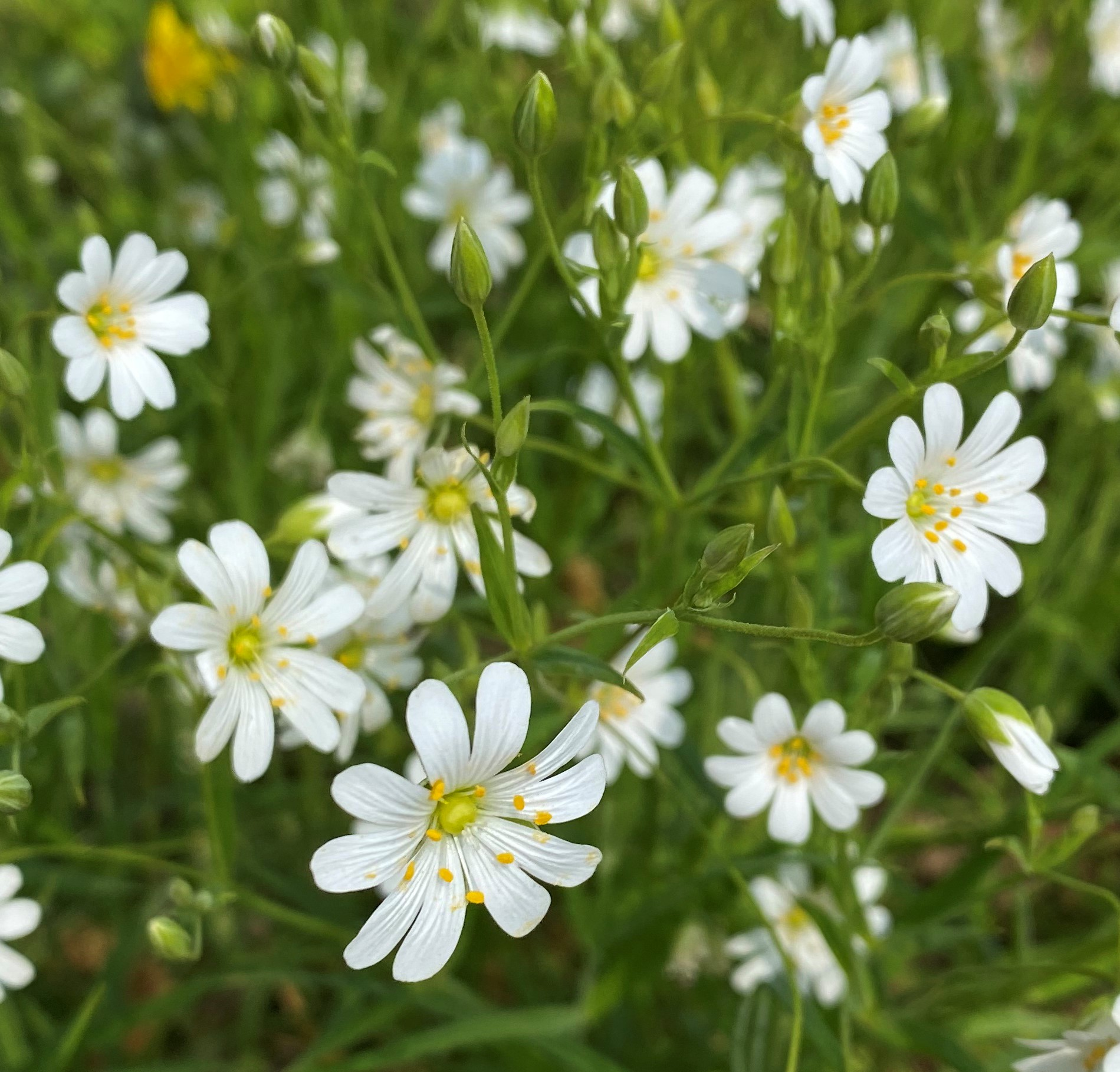
Große Sternmiere
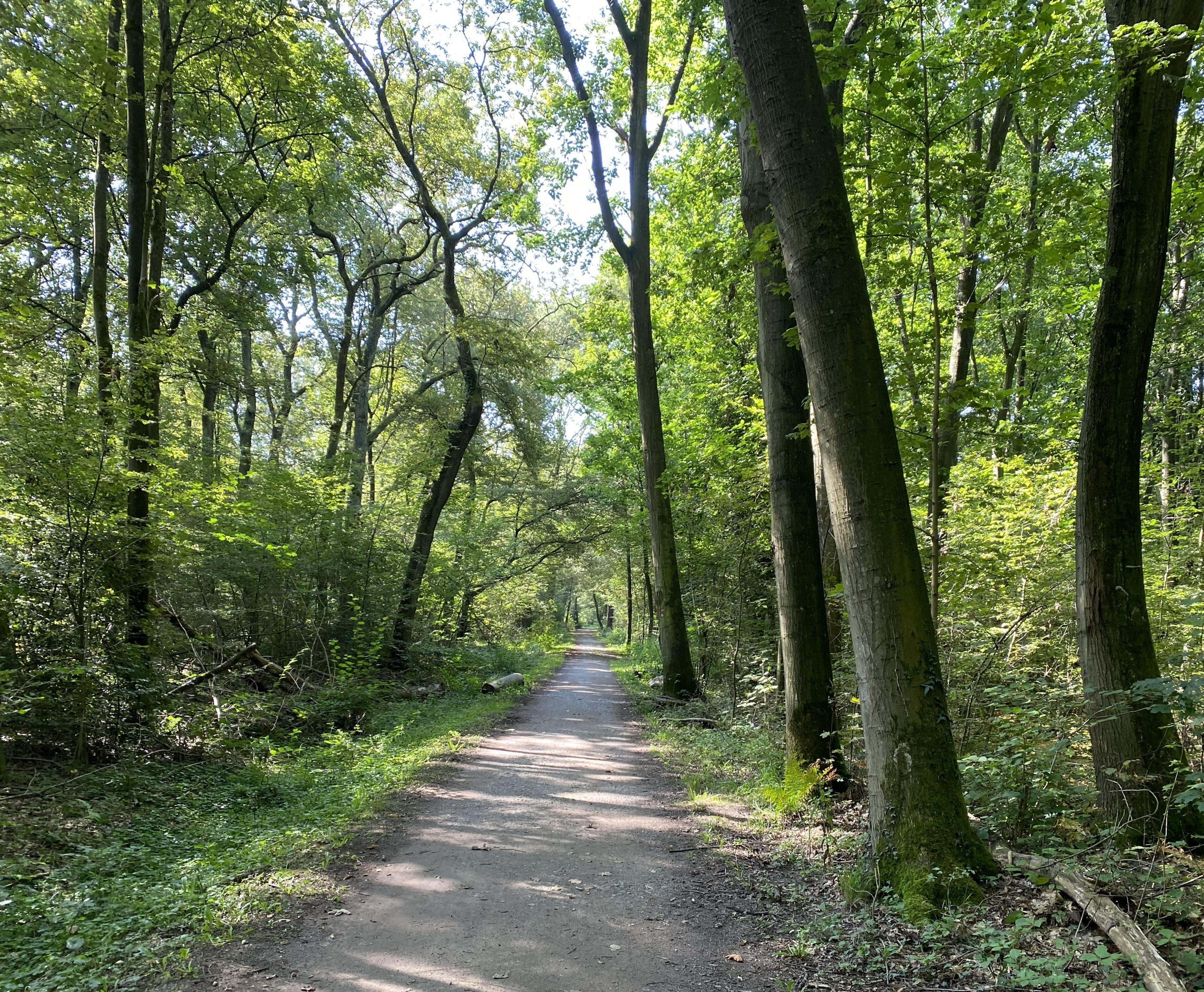
Wanderweg durch das NSG
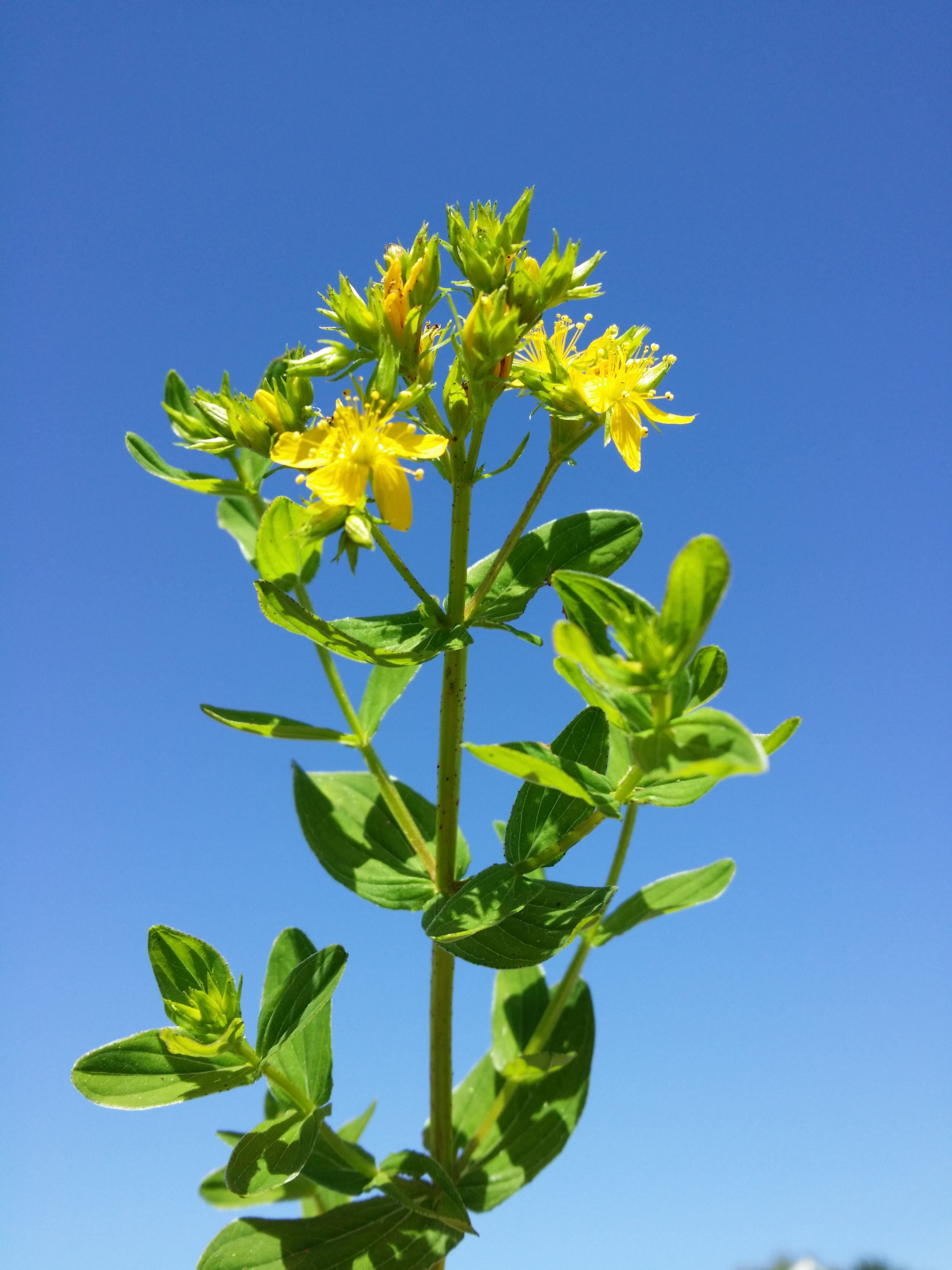
geflügeltes Johanniskraut (Merkmal:4-kantiger hohler Stengel)
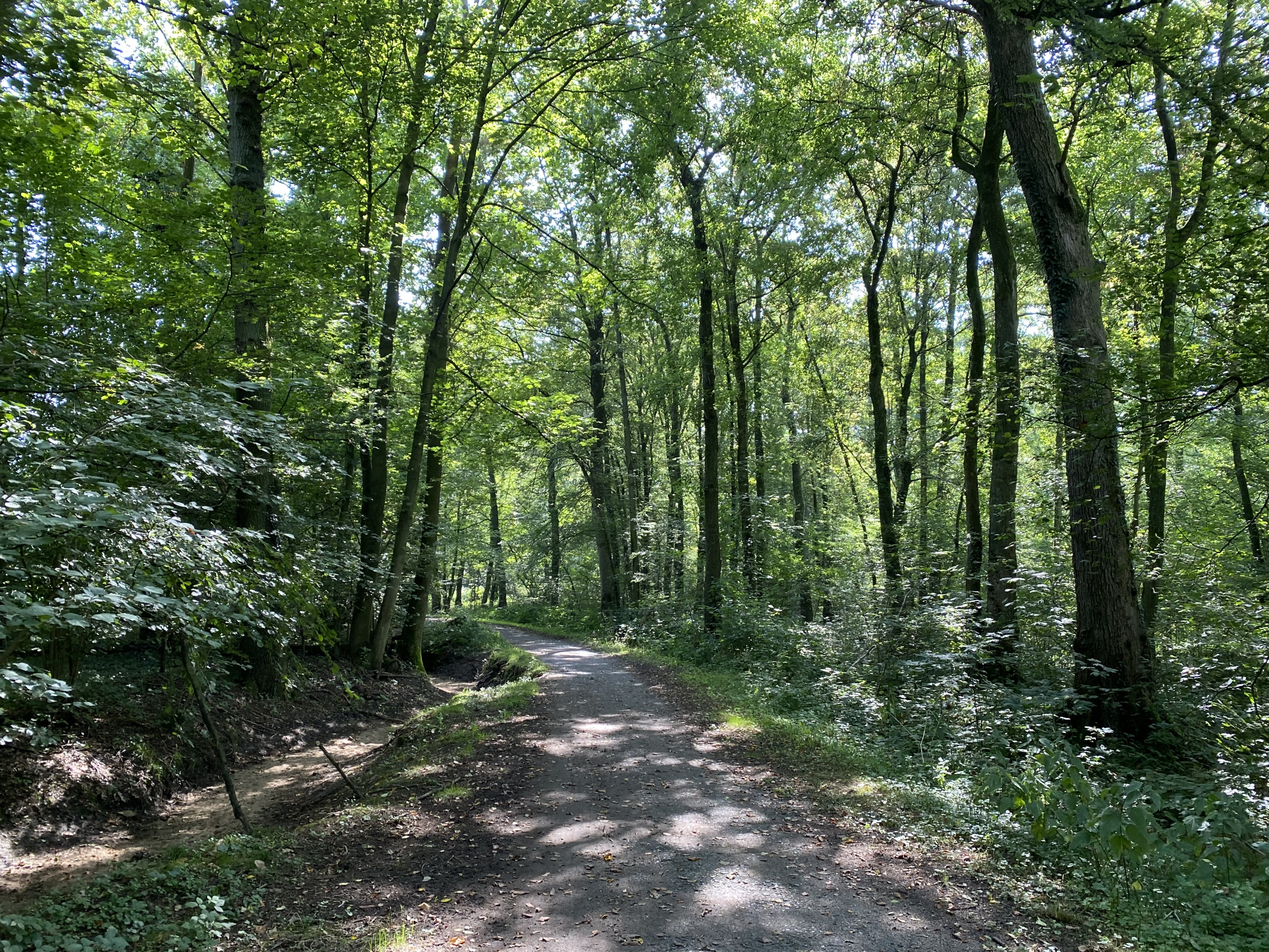
Wanderweg am trockengefallenen Hinkesforstgraben
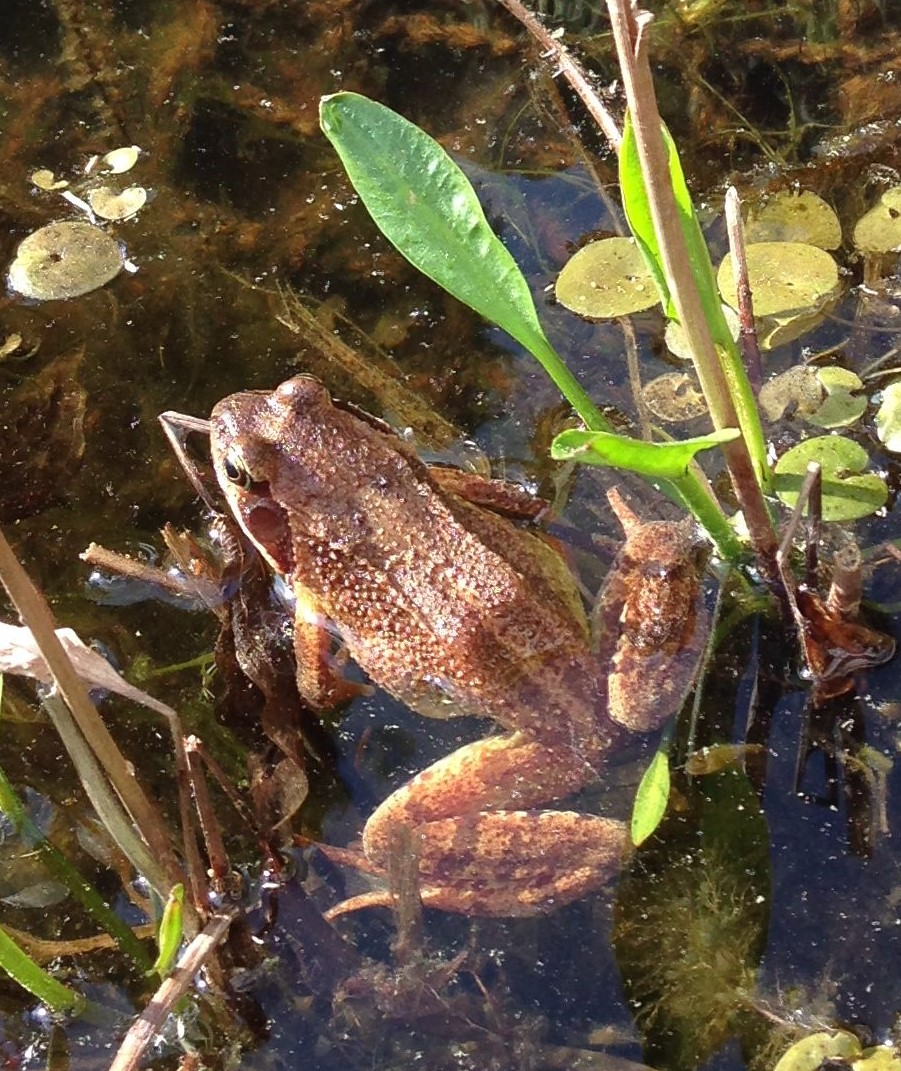
Grasfrosch
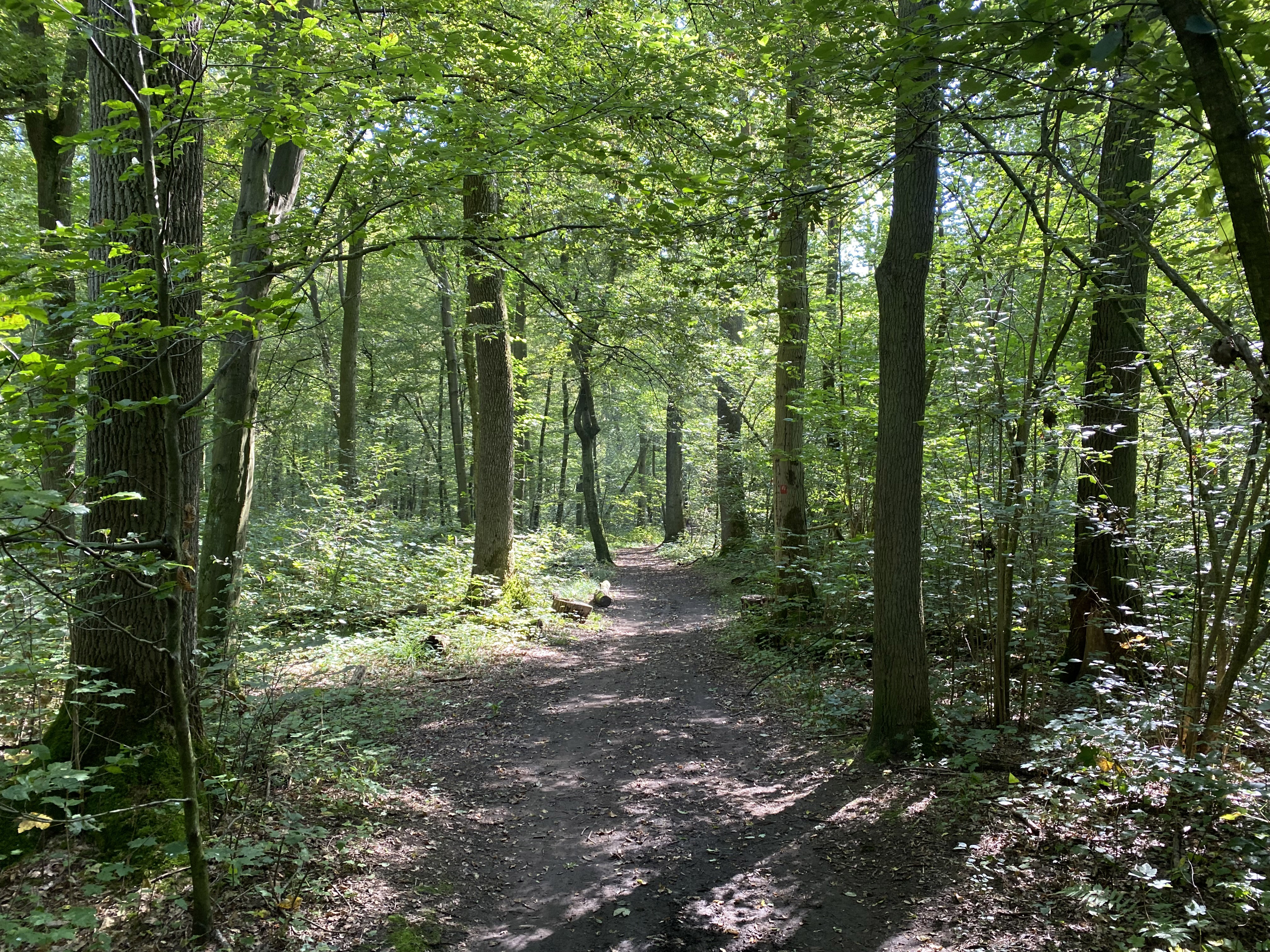
Naturwaldzelle